# High Road
High Road ist ein Lied der US-amerikanischen Progressive-Metal-Band Mastodon. Es ist die erste Singleauskopplung aus ihrem sechsten Studioalbum Once More ’Round the Sun und wurde für den Grammy Awards 2015 in der Kategorie Best Metal Performance nominiert.

## Entstehung
Das Lied wurde vom Gitarristen Bill Kelliher geschrieben. Er befand sich mit seiner Band gerade auf einer Tournee durch Europa. An einem freien Tag befand er sich in Luxemburg. Es regnete stark und kein Geschäft hatte offen. In einem Interview mit dem Magazin Revolver erklärte Kelliher, dass er das Gefühl hatte, etwas zu schreiben, dass seine Gefühle reflektiert. Er nahm seine Gitarre und fing an zu komponieren. Dabei dachte er an tiefergestimmte Neurosis oder The Melvins mit einem poppigen Refrain. Laut dem Schlagzeuger Brann Dailor hat das Lied einen „wütenden Text“, in dem der Protagonist „sehen will, wie jemand zerstört wird“.
Für High Road wurde ein Musikvideo gedreht, bei dem Roboshobo (bürgerlich Robert Schober) Regie führte. Das Video zeigt einige Live-Rollenspieler, die mit Spielzeugschwertern und Poolnudeln kämpfen. Ein junger Nerd versucht derweil, Ehre und Ruhm für seine Familie zu erlangen. Die Band selbst ist nicht zu sehen.

## Rezeption
Für Peter Kubaschk vom Onlinemagazin Powermetal.de enthält High Road eine „bärenstarke Hookline“ und bezeichnete das Lied als „echten Sommerhit“. Zoe Camp vom Onlinemagazin Pitchfork Media bezeichnete das Musikvideo „als Mischung aus Karate Kid trifft Napoleon Dynamite trifft Game of Thrones“. High Road wurde im Jahre 2015 für den Grammy in der Kategorie Best Metal Performance nominiert, der Preis ging jedoch an Tenacious D. Bei der Preisverleihung trug Brann Dailor einen blauen Anzug mit bunten Luftballons, während Brent Hinds ein Trikot des Baseballteams Los Angeles Dodgers trug. Die Major League Baseball honorierte Hinds als bestangezogene Person auf dem Roten Teppich.